# Душан Джурич
Душан Джурич (серб. Dušan Đurić / Душан Ђурић, нар. 16 вересня 1984, Гальмстад) — шведський футболіст сербського походження, що грав на позиції півзахисника, зокрема за «Гальмстад» та національну збірну Швеції.

## Клубна кар'єра
Народився 16 вересня 1984 року в Гальмстад в родині вихідців із СФРЮ. Вихованець футбольної школи місцевого «Гальмстада». Дорослу футбольну кар'єру розпочав 2003 року в його основній команді, в якій провів п'ять сезонів, взявши участь у 116 матчах чемпіонату.  Більшість часу, проведеного у складі «Гальмстада», був основним гравцем команди.
Протягом 2008–2011 років був важливою фігурою у півзахисті швейцарського «Цюриха», після чого перебрався до французького  «Валансьєнна». У цій команді не пробився до основного складу і сезон 2013/14 провів в оренді в данському «Оденсе», у складі якого з'являвся на полі лише епізодично.
Провівши сезон 2014/15 у швейцарському «Аарау», повернувся на батьківщині де грав за «Далькурд» та ГАІС. Завершував же ігрову кар'єру в рідному «Гальмстаді» протягом 2019–2021 років.

## Виступи за збірні
Протягом 2004–2006 років залучався до складу молодіжної збірної Швеції. На молодіжному рівні зіграв у 21 офіційному матчі, забив 2 голи. Був учасником молодіжного Євро-2004, де шведи посіли четверте місце.
2005 року дебютував в офіційних матчах у складі національної збірної Швеції. Протягом наступних п'яти років періодично викликався до її лав, провівши за цей період загалом вісім ігор за неї.